# Reach for the Sky
Reach for the Sky is het derde studioalbum van de combinatie Sutherland Brothers and Quiver. De band had problemen met de distributie van hun vorige muziekalbum en stapte over naar CBS., dat kennelijk ook de rechten van hun vorige albums kreeg want die werden heruitgegeven onder hun vlag. Reach for the Sky is de “claim to fame” van de band; het bevat de hit Arms of Mary. Muff Winwood, vaste producer bij Island Records is ook verdwenen. Het is voorts een kennismaking tussen Tim Renwick met David Gilmour van Pink Floyd; Gilmour speelde steelguitar op Ain’t too proud?; Renwick zou later Pink Floyd live begeleiden. Het album is opgenomen in de Morgan Studio en de CBS Studio, beide in Londen. Van Quiver is nu ook Peter Wood vertrokken; hij mocht Al Stewarts hit Year of the cat en het gelijknamige album volspelen. Bij de persing van compact discs is deze, samen met Slipstream de enige van de bands, dat een tekstboek meekreeg.

## Musici
- Iain Sutherland – zang, gitaar
- Tim Renwick – gitaar, zang
- Gavin Sutherland – zang, basgitaar
- Willie Wilson – slagwerk en percussie

## Composities
| Nr. | Titel                           | Duur |
| --- | ------------------------------- | ---- |
| 1.  | When the rain comes (Iain)      |      |
| 2.  | Dirty city (Iain)               |      |
| 3.  | Arms of Mary (Iain)             |      |
| 4.  | Something special (Iain)        |      |
| 5.  | Love on the moon (Gavin)        |      |
| 6.  | Ain’t too proud? (Gavin)        |      |
| 7.  | Dr. Dance (Gavin)               |      |
| 8.  | Reach for the sky (Iain, Gavin) |      |
| 9.  | Moonlight lady (Iain)           |      |
| 10. | Mad trail (Iain)                |      |

## Hitnotering
| "Reach for the Sky" in de Nederlandse Album Top 100 - binnen: 03-07-1976 | "Reach for the Sky" in de Nederlandse Album Top 100 - binnen: 03-07-1976 | "Reach for the Sky" in de Nederlandse Album Top 100 - binnen: 03-07-1976 | "Reach for the Sky" in de Nederlandse Album Top 100 - binnen: 03-07-1976 | "Reach for the Sky" in de Nederlandse Album Top 100 - binnen: 03-07-1976 | "Reach for the Sky" in de Nederlandse Album Top 100 - binnen: 03-07-1976 | "Reach for the Sky" in de Nederlandse Album Top 100 - binnen: 03-07-1976 | "Reach for the Sky" in de Nederlandse Album Top 100 - binnen: 03-07-1976 | "Reach for the Sky" in de Nederlandse Album Top 100 - binnen: 03-07-1976 | "Reach for the Sky" in de Nederlandse Album Top 100 - binnen: 03-07-1976 | "Reach for the Sky" in de Nederlandse Album Top 100 - binnen: 03-07-1976 | "Reach for the Sky" in de Nederlandse Album Top 100 - binnen: 03-07-1976 | "Reach for the Sky" in de Nederlandse Album Top 100 - binnen: 03-07-1976 | "Reach for the Sky" in de Nederlandse Album Top 100 - binnen: 03-07-1976 |
| Week                                                                     | 01                                                                       | 02                                                                       | 03                                                                       | 04                                                                       | 05                                                                       | 06                                                                       | 07                                                                       | 08                                                                       | 09                                                                       | 10                                                                       | 11                                                                       | 12                                                                       |                                                                          |
| ------------------------------------------------------------------------ | ------------------------------------------------------------------------ | ------------------------------------------------------------------------ | ------------------------------------------------------------------------ | ------------------------------------------------------------------------ | ------------------------------------------------------------------------ | ------------------------------------------------------------------------ | ------------------------------------------------------------------------ | ------------------------------------------------------------------------ | ------------------------------------------------------------------------ | ------------------------------------------------------------------------ | ------------------------------------------------------------------------ | ------------------------------------------------------------------------ | ------------------------------------------------------------------------ |
| Nummer                                                                   | 40                                                                       | 26                                                                       | 16                                                                       | 14                                                                       | 11                                                                       | 14                                                                       | 15                                                                       | 19                                                                       | 21                                                                       | 38                                                                       | 39                                                                       | 48                                                                       | uit                                                                      |